# 希姆萊行動
希姆萊行動（德語：Operation Himmler）或稱保護行動（波蘭語：Operacja Konserwa），是1939年，德意志國對波蘭共和國策劃的一系列假旗行動，旨在製造波蘭共和國對德意志國侵略的假象。德意志國隨後利用希姆萊行動製造出的有關事件進行宣傳報道，波蘭共和國對德意志國惡意的入侵與造成的損失，並利用其為理由證明於1939年9月1日展開白色方案的合理性。

## 策畫
希姆萊行動以其主要策畫者海因里希·希姆萊的名字命名，由萊因哈德·海德里希監督，海因里希·穆勒管理。在白色方案之前，德意志國報紙聯合國內政界人士開展了一場國內和國際宣傳運動，嚴厲譴責波蘭共和國當局組織對居住在波蘭境內的德國人進行暴力種族清洗。這項假旗計畫的目的是製造波蘭共和國惡意侵略德意志國的假象，從而為白色方案尋找最具合理性的理由。

## 執行
希姆萊行動的一系列事件與計畫主要在8月31日執行。希姆萊行動以及德國的主要進攻方案最初計劃於8月26日展開，但由於外交形勢的變化，行動被推遲至8月31日和9月1日展開。這些行動由親衛隊武裝黨衛隊和帝國元首黨衛隊保安處執行。德意志國防軍士兵身穿波蘭軍服，突襲各邊境建築，使用不精確的射擊恐嚇當地居民，進行破壞行為後撤退，並留下穿著波蘭軍服的屍體。這些屍體實際上是來自集中營的猶太人，他們被換上波蘭軍服，先被注射致命毒劑殺害，然後再被槍擊，以製造假象，最後遺留在現場。
希姆萊行動主要由一系列事件所組成，主要包括以下行動：
- 雅布隆科夫事件[7]
- 格利維采事件[5]
- 海關站攻擊事件[8][5]
- 彼岑事件[8]
- 諾伊貝爾施泰希事件
- 舊艾歇事件
- 卡托維茲襲擊

## 結果
1939年9月1日，德意志帝國元首兼總理阿道夫·希特勒在德意志帝國議會發表的戰爭聲明演講中，以21起邊境事件為藉口，聲稱德意志對波蘭的行動是防禦性的：
我再也無法在波蘭政府方面找到任何與我們進行嚴肅談判的意願。這些調停提議已經失敗，因為作為回應，波蘭首先進行了突然的全面動員，隨後又發生了更多波蘭的暴行。這些暴行在昨夜再次重演。最近某一夜間，邊境事件多達二十一起；而就在昨晚，發生了十四起，其中三起極為嚴重。因此，我決定用波蘭數月來對我們所使用的攻擊來回應波蘭……

今晚，波蘭正規軍首次向我們的領土開火。自今天凌晨5時45分起，我們開始還擊…… 無論對手是誰，我都將繼續這場鬥爭，直到德意志帝國的安全與權利得到保障。